# Für zwei Groschen Musik
Chansons représentant l'Allemagne au Concours Eurovision de la chanson
Telefon, Telefon
(1957) Heute Abend wollen wir tanzen geh'n
(1959)
Für zwei Groschen Musik (« Deux sous de musique ») est une chanson interprétée par le chanteuse allemande Margot Hielscher et dirigée par Dolf van der Linden pour représenter l'Allemagne au Concours Eurovision de la chanson 1958 qui se déroulait à Hilversum, aux Pays-Bas.
Elle est interprétée en allemand, langue nationale, comme le veut la coutume avant 1966.
Il s'agit de la huitième chanson interprétée lors de la soirée, après Fud Leclerc qui représentait la Belgique avec Ma petite chatte et avant Liane Augustin qui représentait l'Autriche avec Die ganze Welt braucht Liebe. À l'issue du vote, elle a obtenu 5 points, se classant 7e sur 10 chansons,.
C'est une chanson typique des premières années du concours et est à la louange de la musique elle-même. Hielscher chante au sujet de la joie simple que l'on peut avoir en payant une petite somme d'argent (deux Groschen) pour écouter de la musique.